# Operação Boleas
A intervenção da Comunidade para o Desenvolvimento da África Austral no Lesoto, codinome Operação Boleas, foi uma intervenção militar no Lesoto em 1998 pela Comunidade para o Desenvolvimento da África Austral (Southern African Development Community, SADC) e liderada pela África do Sul por meio de sua Força Nacional de Defesa da África do Sul (South African National Defence Force, SANDF)  para sufocar um golpe de Estado. A SANDF foi apoiada por tropas do Botswana. Os sul-africanos tomaram a capital do Lesoto, Maseru, em intensos combates que acabaram destruindo parte importante da cidade.

## Antecedentes
Em 1966 Lesoto se tornou independente da Grã-Bretanha. Em janeiro de 1970, Leabua Jonathan, do Partido Nacional Basotho (Basotho National Party, BNP), assumiu o poder, dissolveu o Congresso Nacional e exilou o rei Moshoeshoe II. Em 1974, sob o mandato de Leabua, o Partido do Congresso de Basutolândia (Basotho National Party, BCP) venceu as eleições. Leabua as anulou e recusou a ceder o poder ao BCP, prendendo, também seu líder, Tona Kholo. Em 1979, tiveram inicio as campanhas de guerrilha do Exército de Libertação do Lesoto (Lesotho Liberation Army, LLA), lideradas por Ntsu Mokhehle que contava com o apoio líbio e de 500 a 1000 guerrilheiros. Suas principais operações são realizadas entre 1981 e 1982.
O BNP governou por decreto até janeiro de 1986, quando um golpe militar obrigou-o a deixar o poder. A junta militar devolveu o poder executivo para o rei exilado Moshoeshoe II. Em 1987, depois de um desentendimento com os militares, o rei foi forçado a voltar para o exílio. Seu filho assumiu o trono com o título de Rei Letsie III.
O presidente da junta militar, o general Metsing Lekhanya, foi expulso em 1991 e, em seguida, substituído pelo general Elias Phisoana Ramaema, que retornou o poder a um governo do BCP (democraticamente eleito) em 1993. Moshoeshoe II retornou do exílio em 1992 como um cidadão comum. O Rei Letsie III tentou sem sucesso convencer o governo do BCP a deixar seu pai (Moshoeshoe II) como chefe de Estado.
Em agosto de 1994, Letsie III encenou um golpe, que foi diluído pelos militares, que também assumiram o governo do BCP. O novo governo não foi formalmente reconhecido pelos outros países da comunidade internacional. Moshoeshoe II foi restaurado como rei de Lesoto em 1995, porém um ano depois este faleceria, passando a coroa de volta para Letsie III.

## Intervenção
Os problemas começaram em maio de 1997, após as eleições parlamentares resultarem em uma maioria esmagadora para o partido governista, o Congresso do Lesoto para a Democracia (Lesotho Congress for Democracy, LCD), que obteve 79 dos 80 assentos. No entanto, acusações de fraude eleitoral logo vieram à tona e depois de um processo judicial falhado pelos partidos da oposição, estouraram tumultos generalizados que se intensificariam até setembro de 1998, chegando a falar-se em um possível golpe de Estado por parte do exército do país. O governo da África do Sul anunciou que iria realizar um inquérito formal para determinar as alegações de corrupção. Controverso, o relatório apontou apenas supostas irregularidades menores.
Em 11 de setembro, alguns jovens oficiais se rebelaram, e como o presidente sul-africano, Nelson Mandela, estava no exterior, Mangosuthu Buthelezi, líder do Partido da Liberdade Inkatha (IFP) e ministro do Interior, assumiu a responsabilidade de pedir a intervenção da SANDF que cruzou a fronteira no dia 22. Mandela, em seguida, assumiu a responsabilidade e o reconhecimento pela decisão. 
Mandela autorizou o envio de 600 soldados sul-africanos para o Lesoto em 22 de setembro para acabar com os tumultos e manter a ordem. Soldados das Forças de Defesa de Botswana também foram destacados. A operação foi descrita como uma "intervenção para restaurar a democracia e o estado de direito."
Incêndios criminosos, violência e saques generalizados ocorreram apesar da presença de soldados da SANDF. As tropas foram retiradas em maio de 1999, depois de sete meses de ocupação. A capital Maseru foi fortemente danificada, necessitando de um período de vários anos para a reconstrução.